# Onosma tinctorium
Onosma tinctorium är en strävbladig växtart som beskrevs av Friedrich August Marschall von Bieberstein. Onosma tinctorium ingår i släktet Onosma och familjen strävbladiga växter. Inga underarter finns listade i Catalogue of Life.